# 圣马蒂诺-锡科马里奥
圣马蒂诺-锡科马里奥（義大利語：San Martino Siccomario）是意大利帕维亚省的一个市镇。总面积14平方公里，人口5661人，人口密度404.4人/平方公里（2009年）。国家统计（ISTAT）代码为018137。